# Plaza de toros de Calatayud
El Coso de Margarita es una plaza de toros situada en Calatayud (Zaragoza), construida en el año 1877; aunque ha sufrido numerosas reformas conserva su aspecto original.

## Características
Tiene un aforo para 8830 espectadores, situados en una grada y dos tribunas, siendo de este modo la segunda plaza más grande de Aragón; sin embargo, está considerada como plaza de tercera categoría. Además entre sus dependencias figuran patio de arrastre y a la vez de caballos, patio de cuadrillas, cuatro corrales, dos corraletas y ocho chiqueros.
Está situada en la avenida Barón de Warsage, en el acceso a la ciudad desde Zaragoza.
Al año se celebran dos ferias:
- San Roque: dos corridas, normalmente el 14 y 15 de agosto.
- Virgen de la Peña: una o dos corridas, entre el 7 y el 10 de septiembre.

Además de otros actos taurinos como:
- Una suelta de vaquillas para Santa Marta.
- Cuatro sueltas de vaquillas durante los festejos de San Roque.
- Un concurso de recortadores como prolegómeno de San Roque.
- Concurso de emboladores.

Desde hace dos años además se realizan encierros taurinos. De vez en cuando se realizan otro tipo de actos, como conciertos (El canto del loco, Amaral...) y concursos de freestyle.
Desde el año 2009, está gestionada por la empresa Ruedos Bravos.